# Eremo di Saint-Julien
L'eremo di Saint-Julien (pron. fr. AFI: [sɛ̃ ʒyljɛ̃]; in francese, Ermitage de Saint-Julien) è un eremo ubicato a Fénis.

## Storia
Secondo la tradizione, un primo oratorio venne edificato nel luogo in cui i soldati romani compirono il martirio nei confronti di san Giuliano, un legionario della legione tebana, che fatto prigioniero e condotto a lavorare nelle miniere di Misérègne, fu fatto cadere nel precipizio che domina il villaggio di Charnicloz, poiché diffondeva la fede cristiana tra gli altri schiavi: furono proprio i suoi amici ad edificare l'oratorio. Leggenda vuole inoltre che le striature bianche presenti sulla roccia siano il latte delle capre di san Giuliano, versato dai romani che lo uccisero.
La costruzione dell'eremo risale all'inizio del XIV secolo. È attestata la presenza di due eremiti: il primo, Mathieu Champier, di Ollomont, si ritirò all'eremo nel 1777, mentre il secondo, Jean-Pantaléon Lavy, restò fino al 1864.

## Descrizione
L'eremo è situato a un'altitudine di 1 346 metri ed è addossato alla montagna, a picco sulla val Clavalité. Si presenta esteriormente con un tetto a unico spiovente in lose e muratura intonacata in bianco.
Superato l'ingresso, si accede ad un atrio dove è posto, su un pannello in legno, l'incisione pirografata del Cantico delle creature di san Francesco in lingua francese. Un'ulteriore porta conduce all'interno della cappella: a navata unica, presenta un altare maggiore in legno intagliato del XIX secolo ed è sovrastato da un dipinto raffigurante San Giuliano, realizzato nel 1948 da Ettore Mazzini. Secondo la tradizione, dietro l'altare, sono murate le spoglie del santo. Nella cappella era inoltre ospitata una statua lignea del santo, scolpita tra il XIV e XV secolo, andata rubata.